# Фаустин (святой)
Фаусти́н — имя, которое носили некоторые христианские святые:
- Фаустин Африканский, мученик. Пострадал в Северной Африке вместе с Сатурнином, Наффанианом (Naffanianus) и семью товарищами. День памяти —16 января[1]
- Фаустин и Иовита (Faustinus and Jovita, III век), мученики из Брешиа, Ломбардия, Италия. День памяти — 15 февраля[2]
- Фаустин (+381 год), епископ Брешиа, Ломбардия, Италия. Взошёл на епископскую кафедру Брешиа после святого Урсицина (Ursicinius, Ursicinus). Составил акты мученичества святых Фаустина и Иовиты. День памяти — 16 февраля[3].
- Фаустин Римский, мученик. Святой Фаустин со товарищи числом 45 пострадал в Риме. День памяти — 17 февраля[4].
- Фаустин Римский (+362), мученик. Святой Фаустин с Тимофеем и Венустом (Venustus) пострадал в Риме. День памяти — 22 мая[5].
- Фаустин Перуджийский (+250), мученик. Пострадал в Перудже вместе со святыми Флорентием, Иулианом, Кириаком и Маркеллином. День памяти — 5 июня[6].
- Фаустин Умбрийский (IV век), святой. Святой Фаустин, ученик святого Феликса, был свидетелем его мученичества. Скончался по естественным причинам в Тоди, Умбрия, Италия. День памяти — 29 июля[7].
- Фаустин[итал.] (+III), мученик. Покровитель города Понтедера, Тоскана, Италия. День памяти — второй четверг октября[8].
- Фаустин Римский (+302 или 303), мученик. Святые братья Симплиций, Фаустин и их сестра Беатриса (Beatrice, Beatrix, Viatrix) пострадали в Риме во времена Диоклетиана. День памяти — 29 июля.
- Фаустин Африканский, мученик. Святой Фаустин с Каклианом (Caclian), Кандидом (Candidus), Иануарием, Фортунатом и Марком были умучен в Африке . День памяти — 15 декабря[9].
- Фаустин Африканский (ок. 368 года), Африканский мученик. Пострадал 28 декабря вместе с Феодестией (Theodestia). Упоминается в диптихе Коптской церкви на 24 апреля[10].